# Plasa Chiperceni, județul Orhei
Plasa Chiperceni a fost o unitate administrativ-teritorială din județul Orhei creată în anul 1918, după unirea Basarabiei cu România. Ulterior, a suferit modificări teritoriale în anul 1925 când a fost implementată Legea de unificare administrativă pentru întregul Regat al României, înlocuind specificul organizărilor anterioare din din perioada țaristă. În 1929 plasa a fost desființată, iar localitățile au fost distribuite între plășile Ciogârleni și Bravicea.
În anul 1938, plasa Chiperceni a fost restabilită și a existat până la ocuparea Basarabiei în 1940. Apoi, plasa Chiperceni a existat și între anii 1941-1944.

## Localități
Lista localităților în anul celui mai mari extensii teritoriale:
| Comună              | Localități            | Denumirea actuală, raion |
| ------------------- | --------------------- | ------------------------ |
| 1. Berezlogi        |                       |                          |
| Berezlogi           | Berezlogi, Orhei      |                          |
| Hâjdieni            | Hîjdieni, Orhei       |                          |
| 2. Biești           |                       |                          |
| Biești              | Biești, Orhei         |                          |
| Cigoreni            | Cigoreni              |                          |
| Slobozia-Hodoroja   | Hodoroja              |                          |
| 3. Bușovca          |                       |                          |
| Bușovca             | Bușăuca, Rezina       |                          |
| Ghiduleni           | Ghiduleni, Rezina     |                          |
| 4. Chiperceni       |                       |                          |
| Chiperceni          | Chiperceni, Orhei     |                          |
| Voroteț             | Voroteț, Orhei        |                          |
| 5. Cuizovca         |                       |                          |
| Cuizovca            | Cuizăuca, Rezina      |                          |
| Cogâlniceni         | Cogîlniceni, Rezina   |                          |
| Otac                | Otac, Rezina          |                          |
| 6. Chiștelnița      | Chiștelnița           | Chiștelnița, Telenești   |
| 7. Cucuruzeni       |                       |                          |
| Cucuruzeni          | Cucuruzeni, Orhei     |                          |
| Crihana             | Crihana, Orhei        |                          |
| Inculeț             | Inculeț, Orhei        |                          |
| Ocnița-Răzeși       | Ocnița                |                          |
| Ocnița-Țărani       | Ocnița                |                          |
| 8. Curleni          |                       |                          |
| Curleni             | Podgoreni, Orhei      |                          |
| Sirota              | Sirota, Orhei         |                          |
| Zahoreni            | Zahoreni, Orhei       |                          |
| Gavrilovca          | Gavrilovca, Sîngerei  |                          |
| 9. Ciocălteni       |                       |                          |
| Ciocălteni          | Ciocîlteni, Orhei     |                          |
| Clișova             | Clișova, Orhei        |                          |
| 10. Horodiștea      |                       |                          |
| Horodiștea          | Horodiște, Rezina     |                          |
| Slobozia-Horodiștea | Horodiștea            |                          |
| Țipova              | Țipova, Rezina        |                          |
| 11. Izvoare         |                       |                          |
| Izvoare             | Izvoare               |                          |
| Pogribeni           | Pohrebeni, Orhei      |                          |
| Lalova              | Lalova, Rezina        |                          |
| Stodolna            | Stodolna              |                          |
| Șărcani             | Șercani, Orhei        |                          |
| 12. Jora de Jos     |                       |                          |
| Jora de Jos         | Jora de Jos, Orhei    |                          |
| Jora de Mijloc      | Jora de Mijloc, Orhei |                          |
| Jora de Sus         | Jora de Sus, Orhei    |                          |
| Vâșcăuți            | Vîșcăuți, Orhei       |                          |
| 13. Molovata        |                       |                          |
| Molovata            | Molovata, Dubăsari    |                          |
| Marcăuți            | Mărcăuți, Dubăsari    |                          |
| Oxintia             | Oxentea, Dubăsari     |                          |
| 14. Mârzești        |                       |                          |
| Mârzești            | Mîrzești, Orhei       |                          |
| Mârzaci             | Mîrzaci, Orhei        |                          |
| Bulăești            | Bulăiești, Orhei      |                          |
| Lopatna             | Lopatna, Orhei        |                          |
| 15. Scorțeni        | Scorțeni              | Scorțeni, Telenești      |
| 16. Susleni         | Susleni               | Susleni, Orhei           |